# Freches e Torres
Freches e Torres (llamada oficialmente União das Freguesias de Freches e Torres) es una freguesia portuguesa del municipio de Trancoso, distrito de Guarda.

## Historia
Fue creada el 28 de enero de 2013 en aplicación de una resolución de la Asamblea de la República de Portugal promulgada el 16 de enero de 2013 con la unión de las freguesias de Freches y Torres, pasando su sede a estar situada en la antigua freguesia de Freches.

## Demografía
| Gráfica de evolución demográfica de Freches e Torres entre 2011 y 2021 |
|                                                                        |
| Datos según el nomenclátor publicado por el INE portugués.             |